# Leucadendron nitidum
Espèce
Leucadendron nitidum est une espèce de plantes à fleurs de la famille des Proteaceae. Cet arbuste à fleurs, originaire du Cap-Occidental en Afrique du Sud, fait partie du fynbos.

## Description
Leucadendron nitidum atteint 2 m de haut et fleurit de mai à novembre. La plante meurt lors d'un incendie, mais les graines survivent. Celles-ci sont stockées dans un trou sur la plante femelle et tombent au sol au bout de deux mois, disséminées par les fourmis. La plante est unisexuée : il existe des plants distincts à fleurs mâles et femelles, pollinisées par de petits insectes. 

## Répartition et habitat
Originaire du Cap-Occidental (Afrique du Sud), cet arbuste est présent à Cederberg, Koue Bokkeveld et Swartruggensberge. Il pousse principalement dans le grès et le sable quartzitique, à aux altitudes comprises entre 1 000 et 2 000 m.

## Galerie

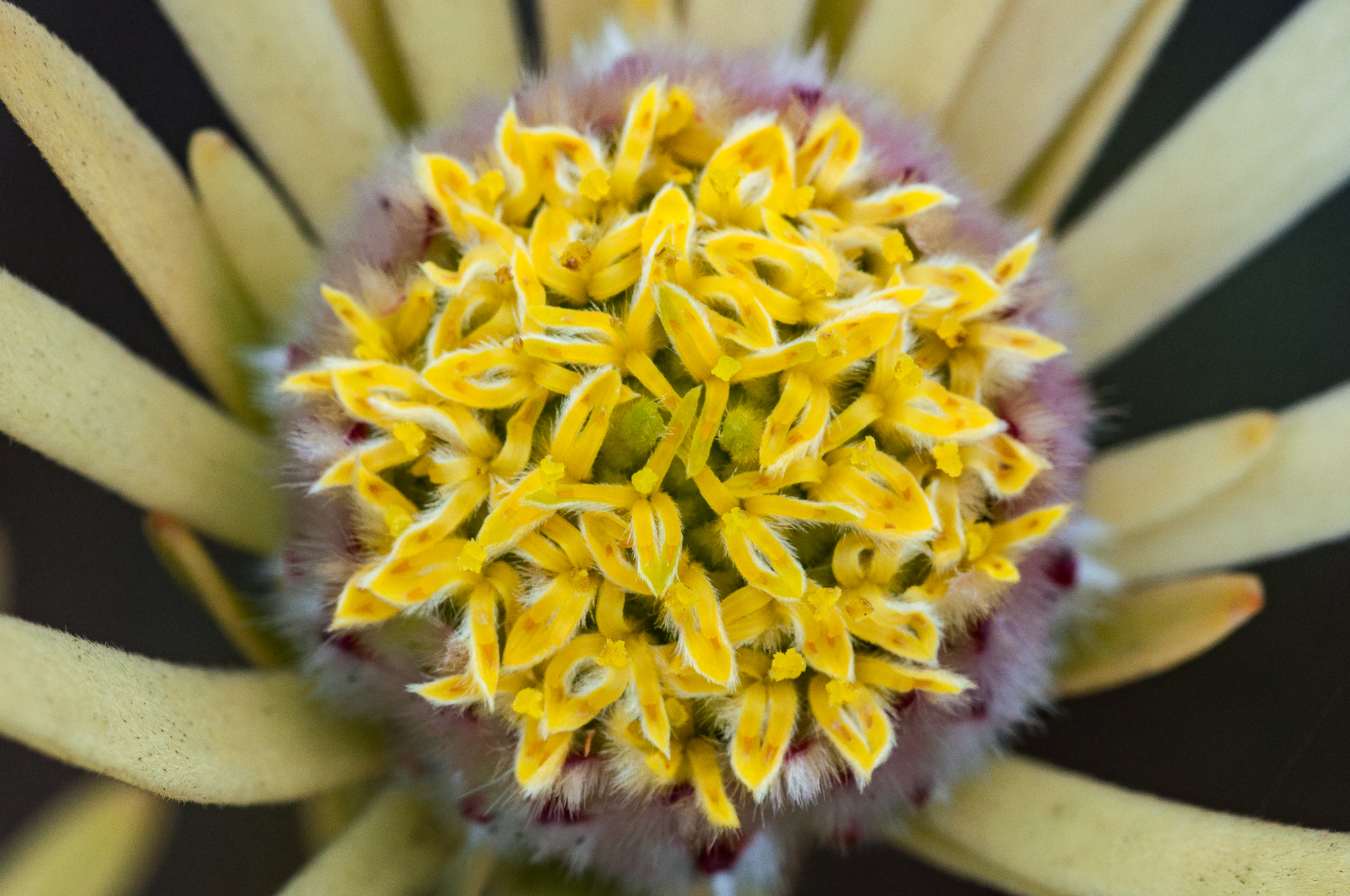
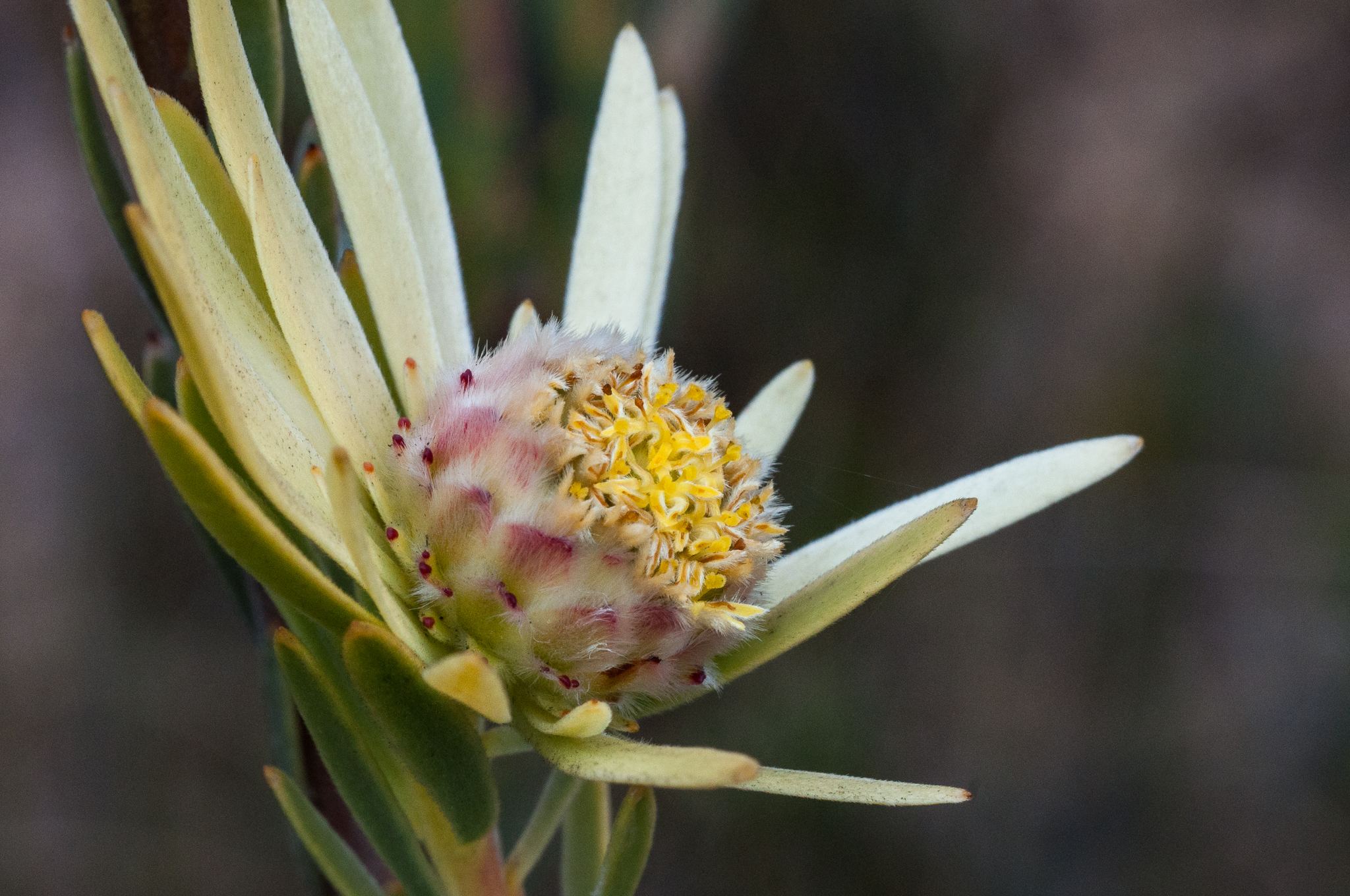
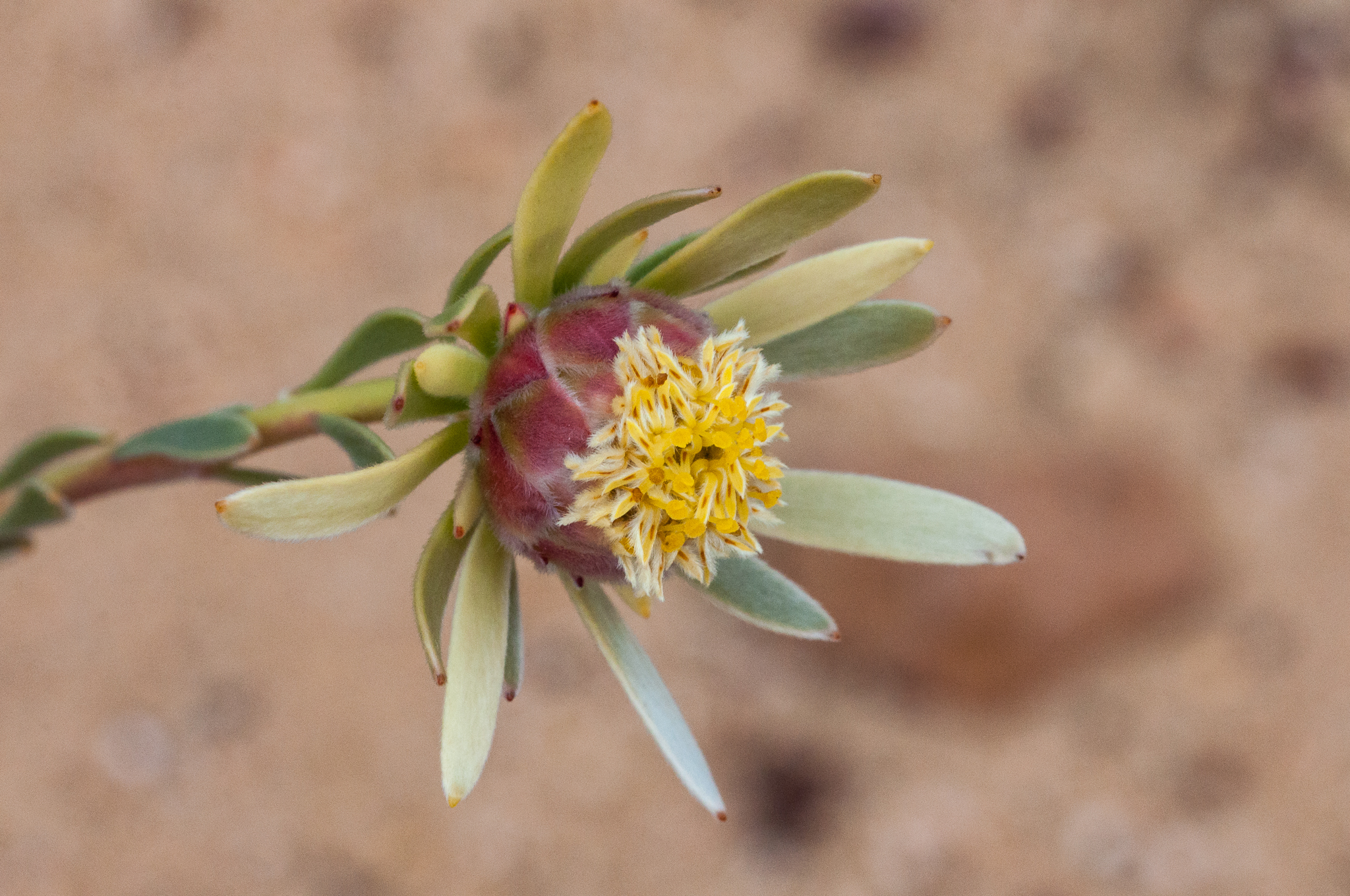
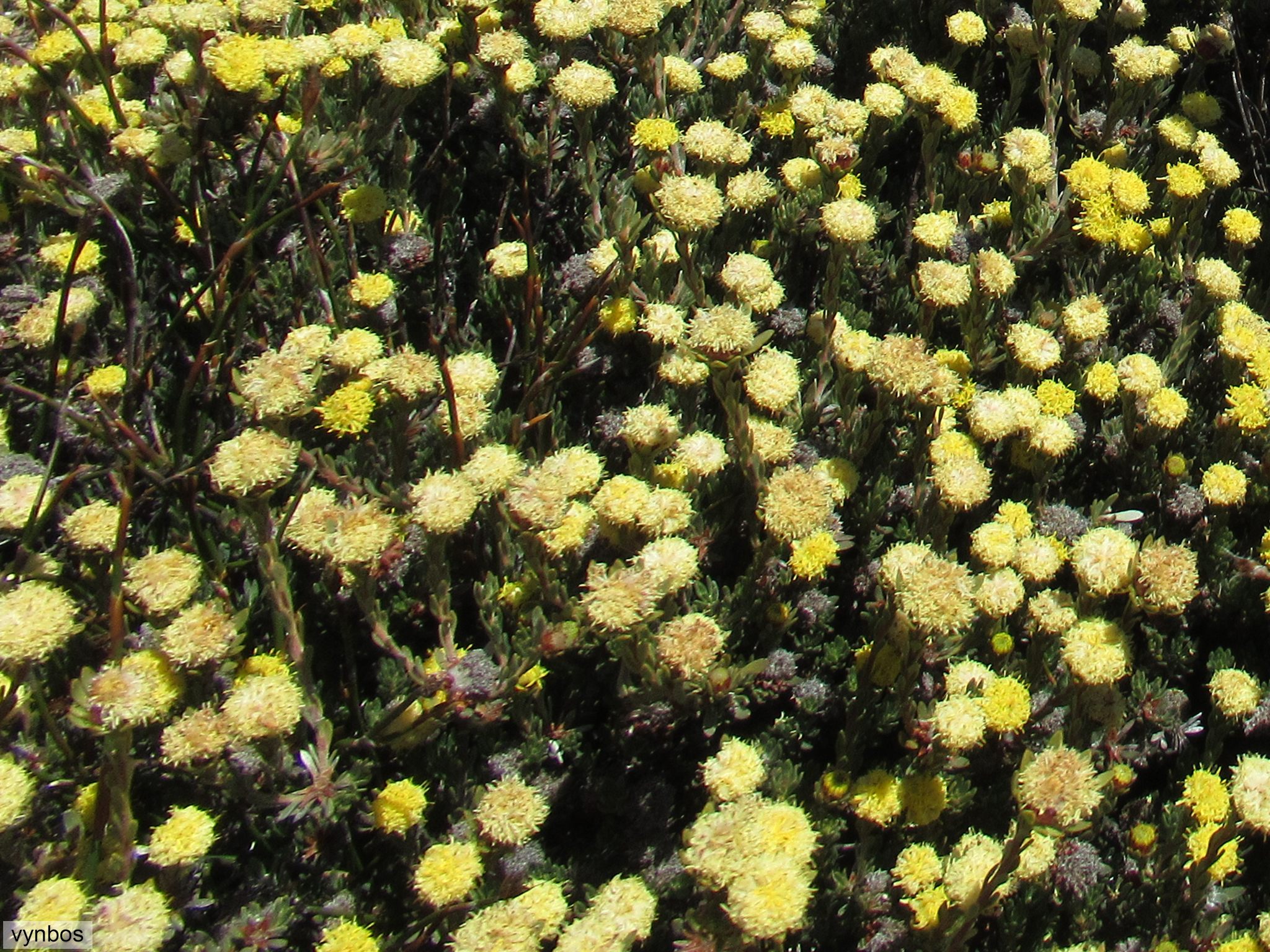
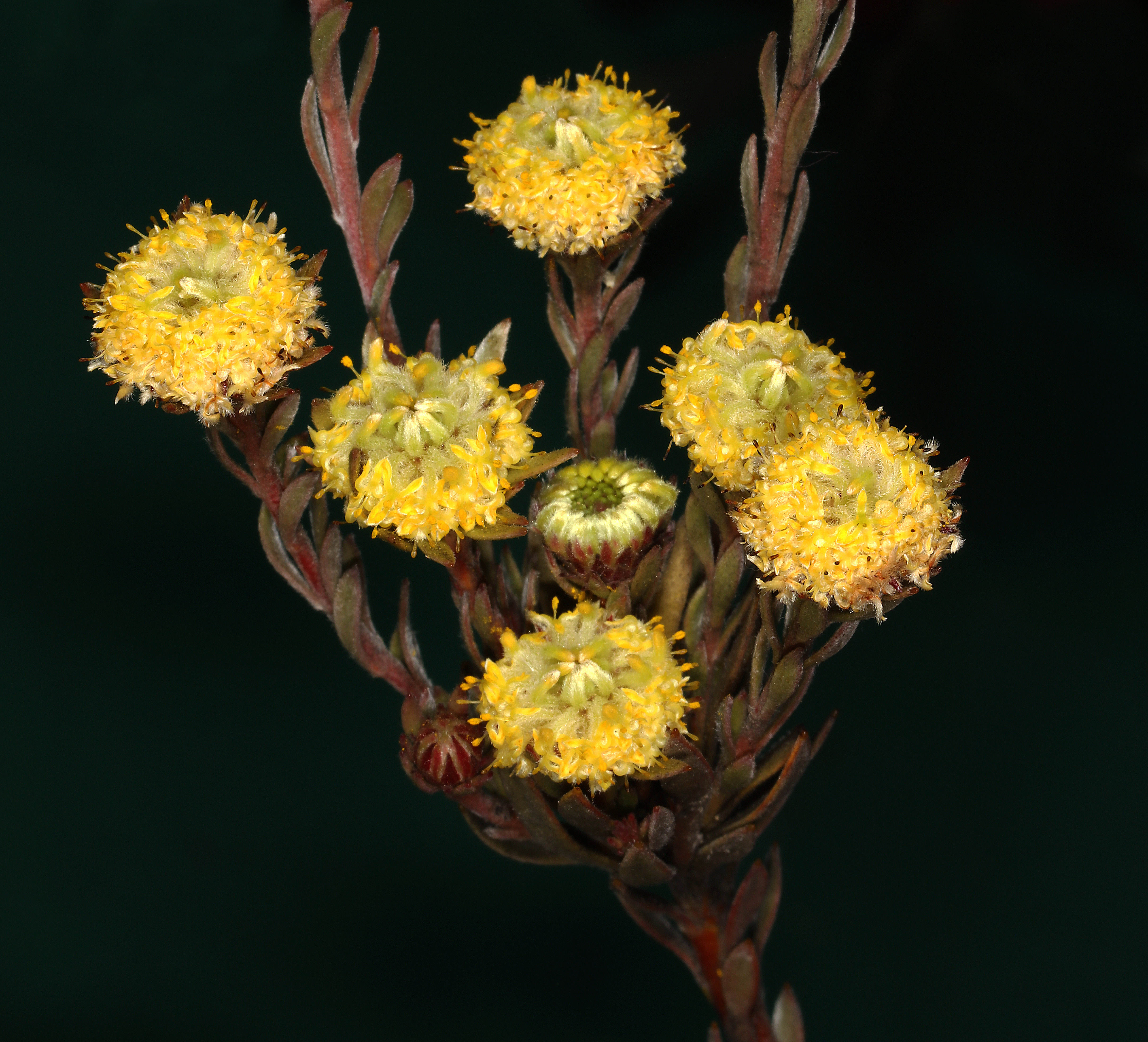
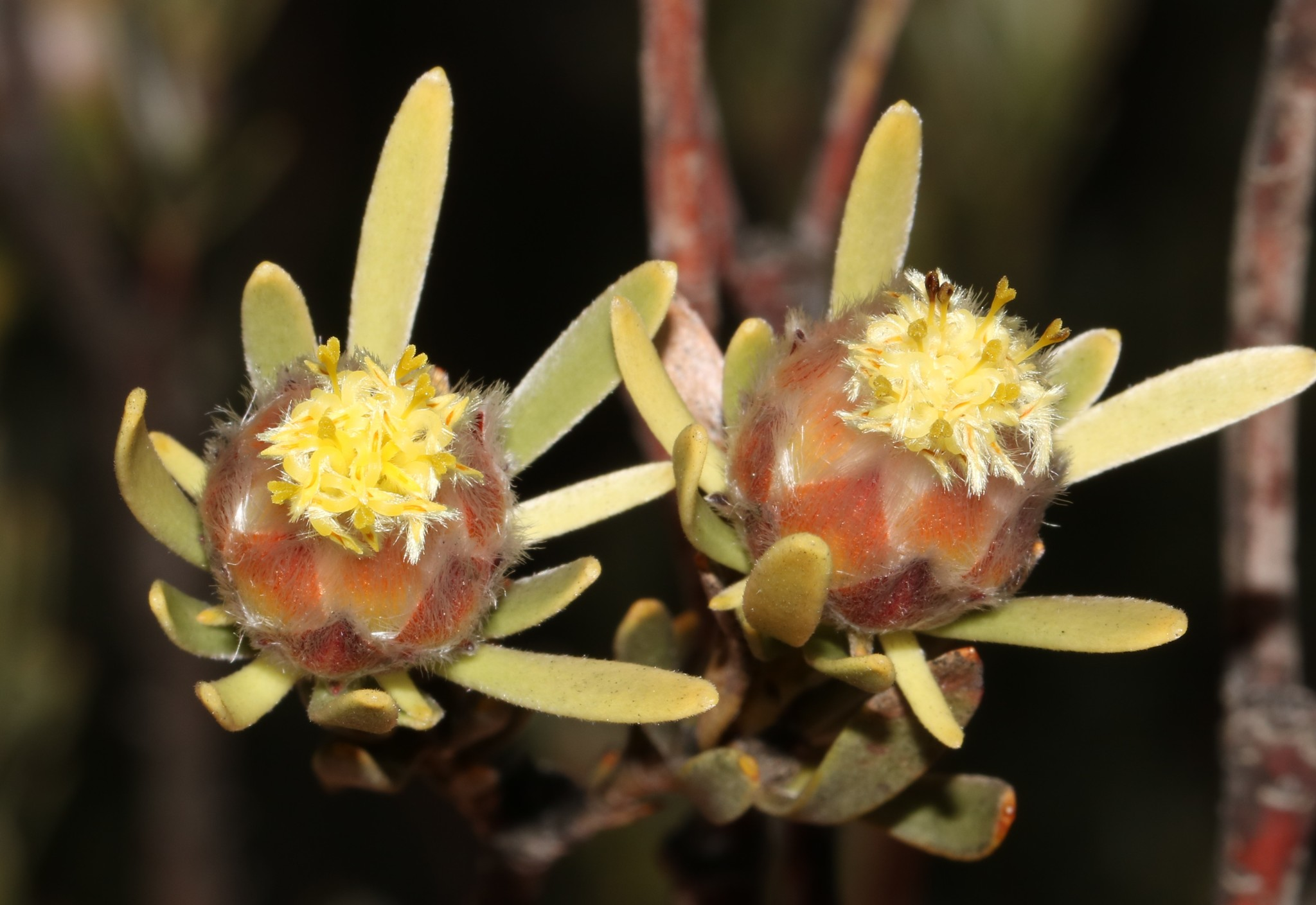

## Dénominations
Cet arbuste est appelé communément en afrikaans Bokkeveld-tolbos, et, en anglais, Bokkeveld conebush.

## Systématique
Le nom correct complet (avec auteur) de ce taxon est Leucadendron nitidum H.Buek (d) ex Meisn..
Leucadendron nitidum a pour synonymes :
- Leucadendron cinereum E.Mey.
- Leucadendron cinereum E.Mey. ex Meisn.
- Leucadendron nitidum H.Buek
- Leucadendron schinzianum Schltr.
- Leucadendron schlechteri E.Phillips & Hutch.
- Protea nitida (H.Buek ex Meisn.) Kuntze

### Étymologie
Le nom de genre Leucadendron vient du grec leukos « brillant, blanc » et dendron « arbre ».
Son épithète spécifique nitidum du latin nitidus « luisant, brillant », signifiant « les feuilles sont brillantes sur le dessus ».